# Bolitoglossa adspersa
Bolitoglossa adspersa é uma espécie de anfíbio caudado pertencente à família Plethodontidae, sub-família Plethodontinae. Ocorre na Colômbia. Seus habitats naturais são áreas tropicais ou subtropicais, habitando montanhas úmidas e pradarias de altas altitudes. Está ameaçado por causa da destruição de habitat.